# El hombre máquina
El hombre máquina (en francés: L'homme machine) es una obra de filosofía materialista del médico y filósofo francés del siglo XVIII Julien Offray de La Mettrie, publicada por primera vez en 1747. En este trabajo, de La Mettrie extiende el argumento de Descartes de que los animales son meros autómatas, o máquinas, a los seres humanos. Niega el dualismo y la existencia del alma como sustancia separada de la materia.
Karl Popper analiza la afirmación de La Mettrie en relación con la evolución y la mecánica cuántica.
"Sin embargo, la doctrina de que el hombre es una máquina fue argumentada con más fuerza en 1751, mucho antes de que la teoría de la evolución fuera generalmente aceptada, por de La Mettrie; y la teoría de la evolución le dio al problema un aspecto aún más agudo, al sugerir que puede no haber distinción clara entre materia viva y materia muerta. Y, a pesar de la victoria de la nueva teoría cuántica y la conversión de tantos físicos al indeterminismo, la doctrina de La Mettrie de que el hombre es una máquina tiene quizás más defensores que antes entre físicos, biólogos y filósofos; especialmente en la forma de la tesis de que el hombre es una computadora.”
La Mettrie cita cómo el cuerpo y el alma son uno durante el sueño, cómo los humanos deben nutrir sus cuerpos y los intensos efectos de las drogas tanto en el cuerpo como en el alma o la mente, señalando que "los diversos estados del alma siempre se correlacionan con esos" del cuerpo."